# Lock (ort)
Lock är en ort i Australien. Den ligger i kommunen Elliston och delstaten South Australia, omkring 300 kilometer nordväst om delstatshuvudstaden Adelaide. Antalet invånare är 292.
Trakten runt Lock är nära nog obefolkad, med mindre än två invånare per kvadratkilometer.. Lock är det största samhället i trakten.
Trakten runt Lock består till största delen av jordbruksmark. Genomsnittlig årsnederbörd är 468 millimeter. Den regnigaste månaden är juni, med i genomsnitt 98 mm nederbörd, och den torraste är oktober, med 11 mm nederbörd.